# Mésobraque
Le mésobraque (grec ancien μεσοϐραχύς, ὑπόμακρος ; latin mesobrachys) est, dans la métrique antique, un pied de cinq syllabes à longueurs variées, composé de deux longues, d’une brève et de deux longues ; il est noté : | — — ∪ — — |.

## Étymologie
Mεσοϐραχύς vient de μεσός, « médian », et βραχύς, « bref », sous-entendant πούς, « pied » (le pied a en effet une voyelle médiane brève) ; ὑπόμακρος vient de ὑπό, « sous » et de μακρός, « long », et sous-entend de même πούς, « pied » (le pied n'a en effet qu'une voyelle qui le distingue du pentasyllabe le plus long).

## Usage
Le pied est mentionné par Diomède : « mesobrachys ex duabus longis et brevi et duabus longis temporum novem ». Il figure chez lui entre l'hypobraque, composé d'une longue, d’une brève et de trois longues (noté pour sa part | — ∪ — — — |) et le molossiambe, pied composé d’un molosse suivi d’un iambe (noté | — — — ∪ — |).
On peut citer comme exemples de cette prosodie le mot latin : pūlchērrĭmārūm et le nom propre grec Ἡρακλεώτης.